# Sitios Ramsar de Uganda

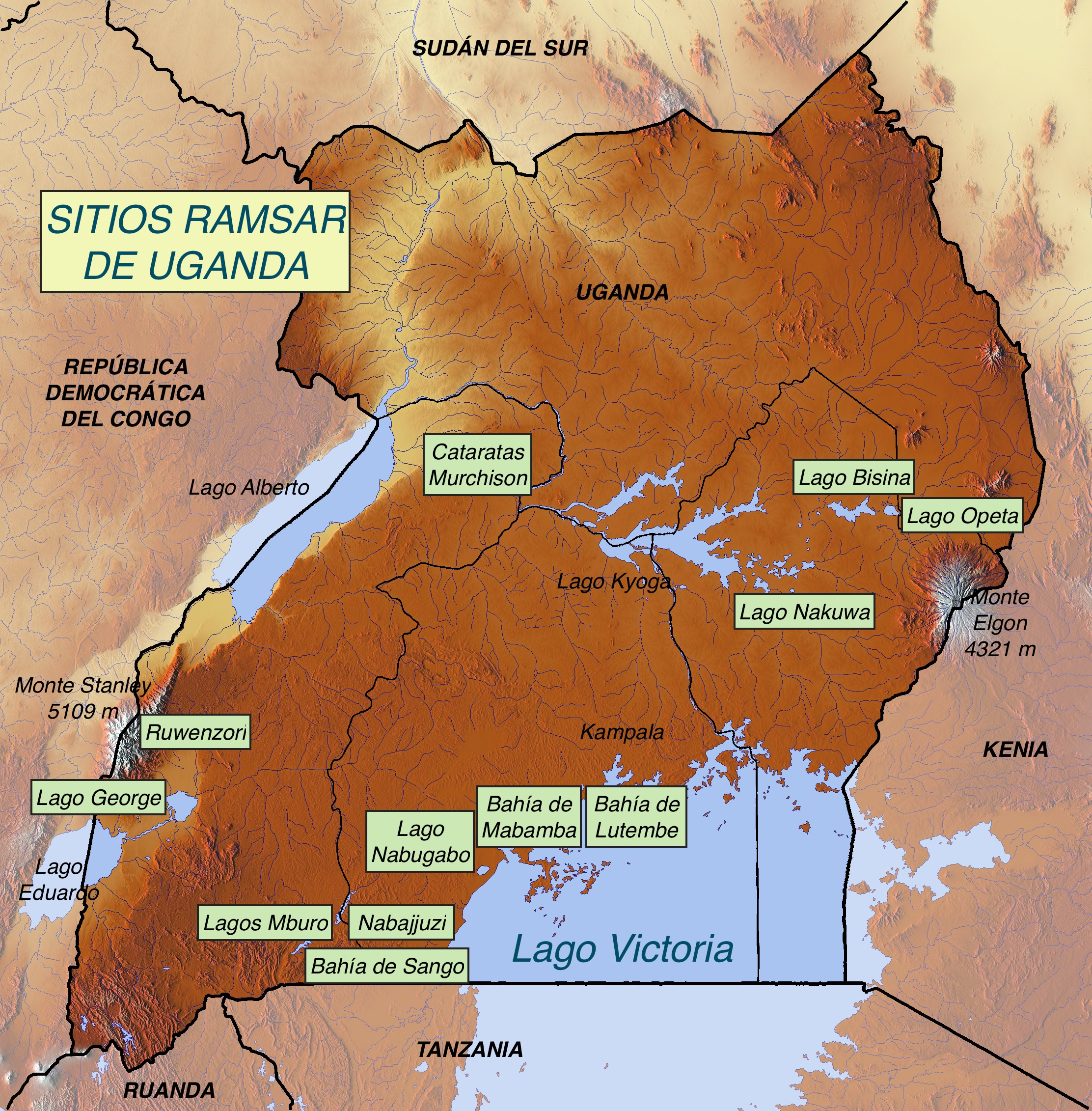
Sitios Ramsar de Uganda

En Uganda hay 12 sitios Ramsar que cubren una superficie de 4.543 km². Seis de ellos están en las cercanías del lago Victoria.

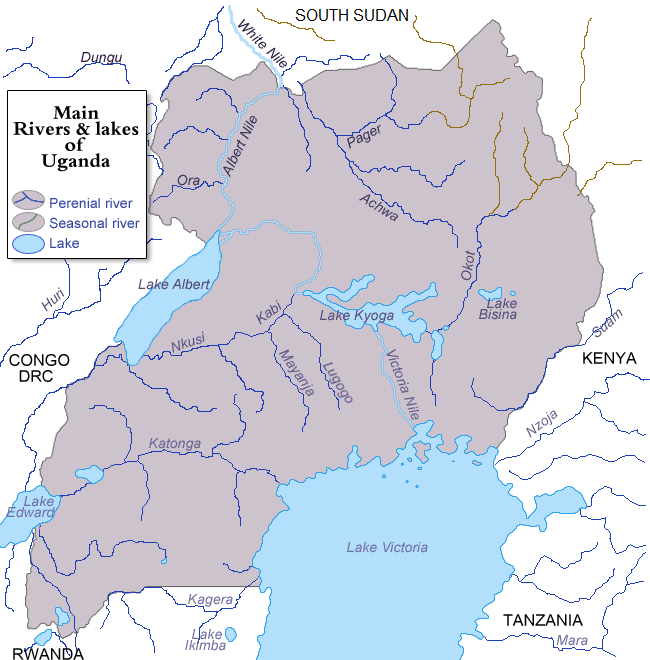
Ríos y lagos de Uganda.

 La selección de los sitios Ramsar debe basarse en la importancia internacional en términos ecológicos, botánicos, zoológicos, limnológicos o hidrológicos.

## Sitios Ramsar
- Lago Bisina (humedales), 542 km², 01°43′N 33°54′E, distritos de Kumi, Katakwi y Soroti, 1032 m. Al este del complejo de lagos y humedales que siguen la cola del lago Kyoga, alimentado por los ríos Akakogo y Apapi. Abundante en nenúfares y otras plantas acuáticas de las que se alimentan aves acuáticas como el picozapato. Importante para las comunidades que viven en los alrededores por la pesca, el transporte, el aporte de agua de uso doméstico y la ganadería. Los nenúfares se usan como comida durante las sequías.

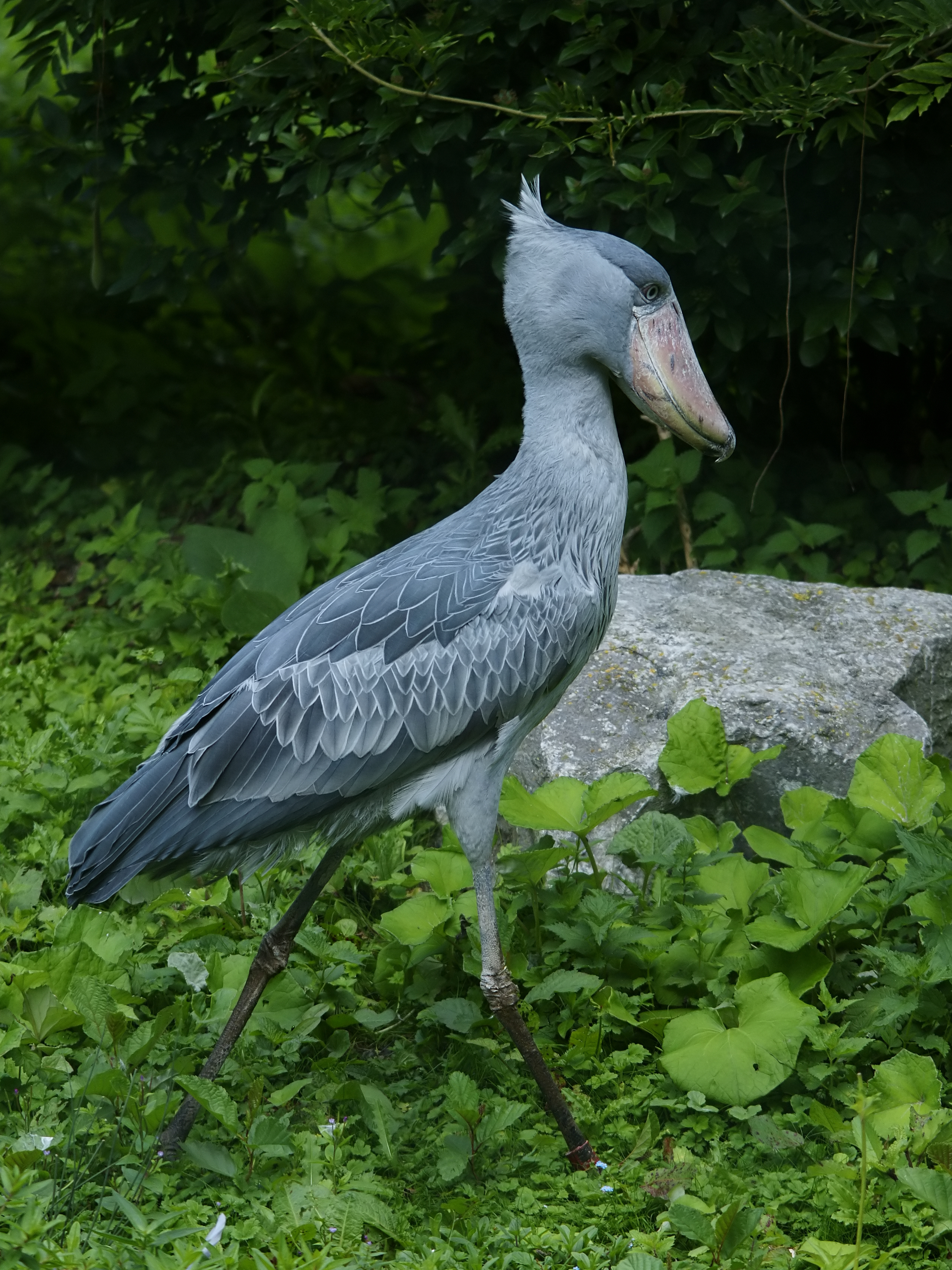
Picozapato, especie común en las riberas pantanosas del lago Victoria.

- Lago George o Dweru, 150 km², 00°07′N 30°02′E, en honor del rey Jorge V del Reino Unido, en el distrito de Kasese, 914 m. El lago está situado al sur del Parque nacional de Kibale, del que está separado por la reserva de caza del corredor del Bosque de Kibale, y al norte del Parque nacional de la Reina Isabel, del que está separado por el sudeste por la reserva de caza de Kyambura. Se encuentra además al este de las montañas Ruwenzori, en el Valle del Rift. Hay bosque, sabana y tres tipos de humedales. Hay elefantes, hipopótamos, antílopes y numerosas aves acuáticas paleárticas que hibernan aquí. Las amenazas pasan por el Esquema de irrigación de Mubuku,[2] un proyecto de regadío situado al norte, unido a tres pequeñas centrales hidroeléctricas, que puede contaminar la zona con productos químicos, y las minas de Kilembe, de cobre y cobalto, al noroeste.[3]

- Lagos Mburo (0°39'32"S  30°55'53"E, 1234 m) y Nakivali (humedales), 0°50'44"S  30°54'34"E, 1417 m,[4] 268 km², distrito de Mbarara. Sabana abierta y arbolada, humedales permanentes y temporales y cinco lagos, de los que el lago Mburo es el más grande. Dentro del Parque nacional del Lago Mburo, 240 km al oeste de Kampala, en el sur de Uganda. Especies de aves amenazadas como la cloropeta picofina y el raro picozapato. Es el único lugar de Uganda donde hay impalas.[5]

- Lago Nabugabo (humedales), 220 km², 0°20'9"S  31°52'29"E, 1213 m, distrito de Masaka.[6] A unos 2 km al oeste, separado por una barra de arena, del lago Victoria. El lago tiene 8,2 km de largo por 5 km de ancho y hay otros tres lagos pequeños. Ha mantenido especies de peces que han desaparecido del lago Victoria por culpa de la perca del Nilo. Importante para las aves migratorias, alberga el 15% mundial de las golondrinas azules y otras cuatro especies amenazadas, el picozapato, la agachadiza real, el aguilucho papialbo y el bubú de los papiros. Está exento de bilharzia y es muy popular para la navegación y el baño.

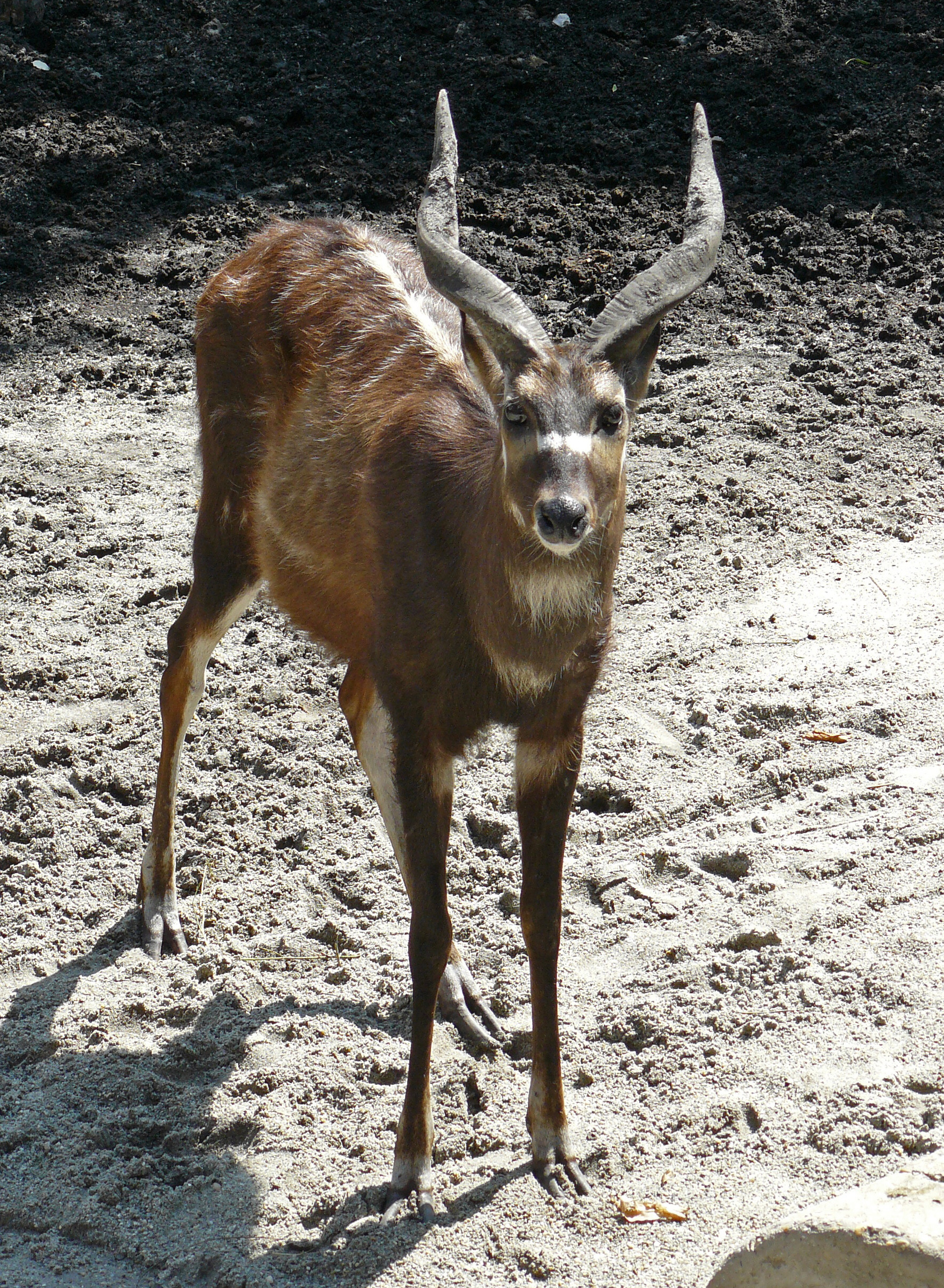
Sitatunga, especie en peligro que vive en las zonas pantanosas de Uganda. La imagen es del zoo de Budapest.

- Lago Nakuwa (humedales), 911 km², 01°15′N 33°31′E, distritos de Kamuli, Pallisa y Soroti, 1021 m. Al este del lago Kyoga, poco antes de que este reciba al río Okot, donde se forman varios lagos en un sistema pantanoso dominado por densas matas de papiro que a veces forman islas flotantes, donde viven el sitatunga y el cocodrilo del Nilo. La espesa vegetación impide el paso de la perca del Nilo, que es una amenaza, como el jacinto de agua, en esta zona, que es una de las más prístinas de Uganda, debido a la poca población.[7]

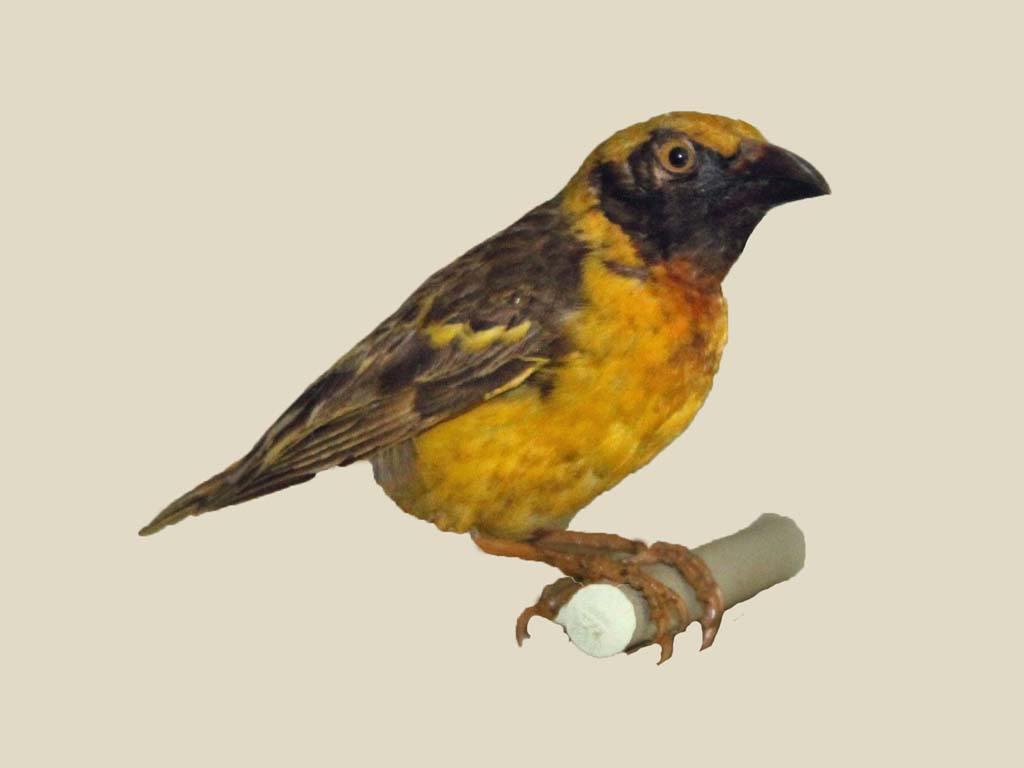
El tejedor de Fox, la única ave endémica de Uganda, se encuentra en el lago Opeta. La imagen es del Museo Nacional de Nairobi.

- Lago Opeta (humedales), 689 km², 01°42′N 34°14′E, distritos de Nakapiripirit, Sironko, Katakwi y Kumi, 1061 m. Al este del lago Bisina, más escondido y prístino y probablemente el humedal más importante de Uganda. Es básicamente un extenso pantano cubierto de la planta Vossia cuspidata, conocida, entre otras, como hippo grass o hierba hipopótamo, al este y al sur, que se convierte poco a poco en sabana seca de Hyparrhenia. De gran importancia para la conservación de las aves, destaca el tejedor de Fox, la única ave endémica de Uganda. Como el lago Bisina, posee especies de peces que ya han desaparecido de los lagos Victoria y Kyoga. En época seca, sirve de refugio a los animales de la reserva de Pian-Upe, así como al ganado de los pueblos pokot y karimojong. Por su lejanía, la zona no es segura para la caza y la observación de aves.[8]

- Bahía de Lutembe (humedales), 98 ha, 00°10′N 32°34′E, distrito de Wakiso, al sur de Kampala, en la boca de la bahía de Murchison, en el lago Victoria, a 1135 m, aunque casi separada del mismo por una isla de papiros. Alberga los amenazados cíclidos, peces muy solicitados para los acuarios, y unas 100 especies de mariposas. También se crían las clarias, un tipo de pez gato, y el pez dipnoi. También acoge la mitad de la población de fumarel aliblanco. Se están realizando grandes esfuerzos para su mantenimiento, puesto que los pantanos que lo rodean filtran las aguas residuales de Kampala y su zona industrial.[9]

- Bahía de Mabamba (humedales), 24,2 km², 0°4'60"N  32°19'60"E, distrito de Wakiso, al sudoeste de Kampala,  1139 m. Un pantano rodeado de papiros que se extiende hasta el lago Victoria. Aquí se puede ver fácilmente el amenazado picozapato. Alberga el 38% de las golondrinas azules y se puede ver el bubú de los papiros, aunque se practica la pesca comercial y la caza del sitatunga y el picozapato. Abunda el jacinto de agua y la amenaza es el uso de agroquímicos en las granjas de flores que rodean el lago.[10]

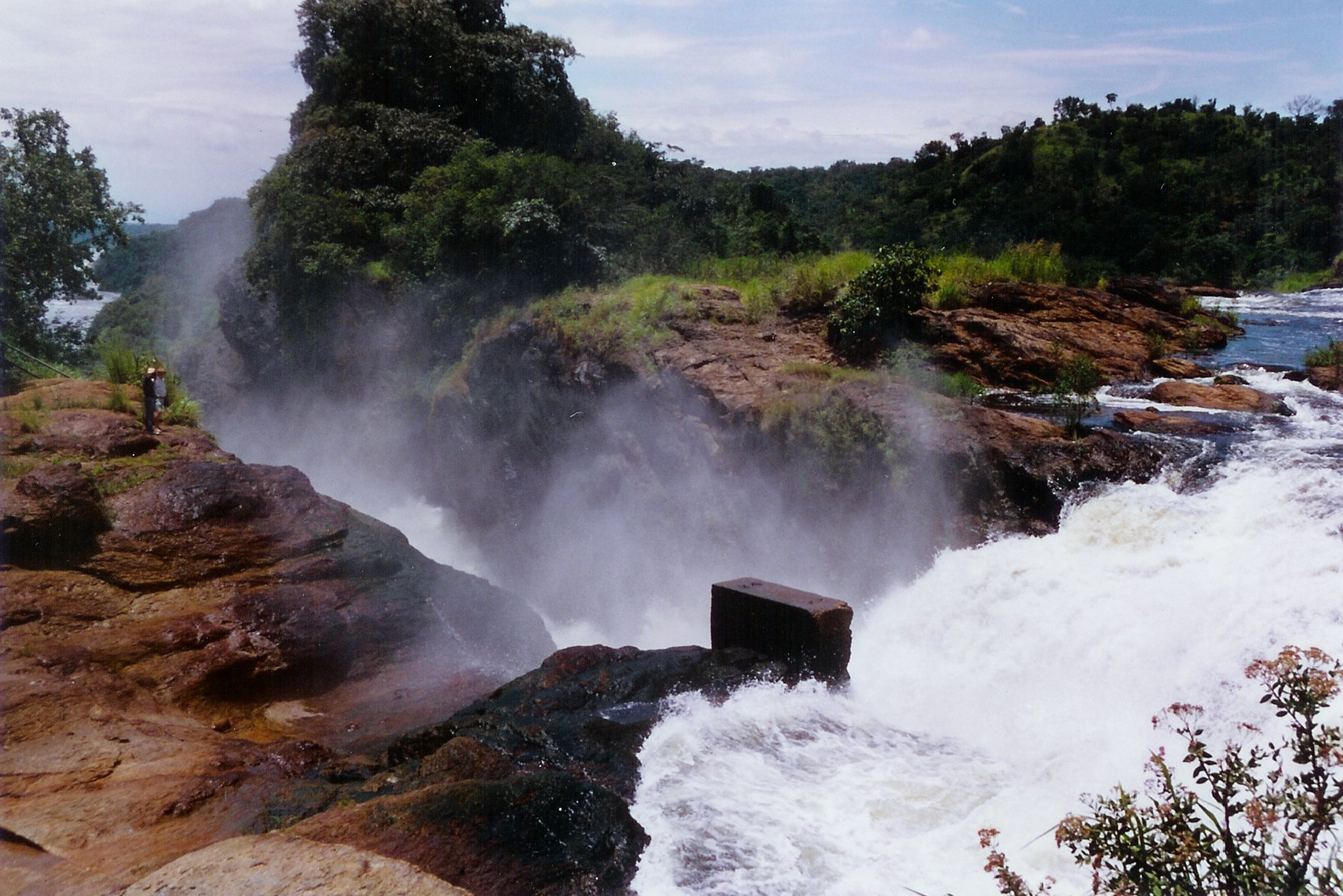
Cataratas Murchison desde la parte superior.

- Cataratas Murchison y delta del Nilo Victoria en el lago Alberto, 173 km², 01°57′N 31°42′E, distritos de Masindi y Gulu, 725-618 m. Desde donde el río fluye a través de una garganta de solo 6 m de anchura hasta el delta donde desemboca en el lago Alberto, donde hay una extensa planicie abundante en aves acuáticas como el picozapato, el pelícano, aves serpiente y garzas. Más allá de los pantanos hay sabana, retazos de bosque y matorrales. Sirve de refugio a los animales del parque nacional Murchison durante las épocas secas. Hay conflictos entre los pescadores y los cocodrilos.[11]

- Nabajjuzi (humedales), 17,5 km², 00°46′N 31°41′E, distritos de Masaka, Sembabule y Mpigi, orilla oeste del lago Victoria. Una estrecha franja de pantanos entre la periferia de Masaka y el sistema fluvial del río Katonga, que une los lagos Alberto y Victoria. Alberga especies de aves en peligro, así como sitatungas. La fauna y la flora forman parte de la cultura y tradiciones del reino de Buganda. Controla las inundaciones y estabiliza las riberas del río Nabajjuzi.[12]

- Montañas Ruwenzori, 995 km², 00°25′N 30°00′E, distritos de Kasese, Kabarole y Bundibugyo. Dentro del Parque nacional de los Montes Ruwenzori. Un ecosistema afro-alpino único, entre 1600 y 5100 m, con abundantes lluvias, con turberas, lagos y tundra, entre otros. Hay 21 especies de pequeños mamíferos, como la musaraña Ruwenzorisorex suncoides. También se encuentran el cercopiteco de L'Hoest, los murciélagos de herradura y el suimanga de Rockefeller.[13]
- Bahía de Sango, islas de Musambwa y río Kagera (SAMUKA), 551 km², 00°55′N 31°46′E, distritos de Masaka y Rakai, orilla oeste del lago Victoria. Un mosaico de humedales que incluye la mayor extensión de bosque pantanoso de Uganda, pantanos de papiros y herbáceos intercalados con palmeras y praderas indudables estacionalmente, dunas, roquedales y bosques de ribera, con tres islotes rocosos a 3 km de la bahía de Sango. Muestra la transición entre la vegetación del este y el oeste de África. Hospeda a gran cantidad de aves acuáticas, entre ellas una buena parte de la población de gaviota cabecigrís, y mamíferos como elefantes, colobos blancos y negros y mono azul.[14]